# أمادو ديا با
أمادو ديا با (بالفرنسية: Amadou Dia Ba)‏ هو منافس ألعاب قوى سنغالي، ولد في 22 سبتمبر 1958 في داكار في السنغال.

## وصلات خارجية
- أمادو ديا با على موقع الاتحاد الدولي لألعاب القوى (الإنجليزية)
- أمادو ديا با على موقع اللجنة الأولمبية الدولية (الإنجليزية)
- أمادو ديا با على موقع أوليمبيديا (الإنجليزية)